# Fußball-Ozeanienmeisterschaft der Frauen 2025
Die Fußball-Ozeanienmeisterschaft der Frauen 2025 (englisch OFC Women's Nations Cup) war die 13. Ausspielung einer ozeanischen Kontinentalmeisterschaft im Frauenfußball und fand in der Zeit vom 4. bis 19. Juli 2025 in Fidschi und damit zum zweiten Mal nach 2022 dort statt. Organisiert wurde das Turnier von der Oceania Football Confederation (OFC). Es hatten sich lediglich acht der elf OFC Mitglieder beworben, so dass die Endrunde ohne Qualifikation mit acht Teams stattfand. Nicht gemeldet hatten Amerikanisch-Samoa, Neukaledonien und Neuseeland. Das Turnier diente erstmals nicht auch gleichzeitig als Qualifikation für die kommende Fußball-Weltmeisterschaft der Frauen.
Die acht Teilnehmer spielten zunächst in zwei Vierergruppen im Jeder-gegen-Jeden-Modus. Die Gruppensieger und -zweiten qualifizierten sich für die K.-o.-Runde. Die Gruppendritten und - vierten spielen dieses Mal auch die Plätze fünf bis sieben aus.

## Spielorte
| Lautoka |

| Suva |

| Lautoka |

| Suva |

## Vorrunde

### Gruppe A
| Pl. | Land            | Sp. | S | U | N | Tore    | Diff. | Punkte |
| --- | --------------- | --- | - | - | - | ------- | ----- | ------ |
| 1.  | Papua-Neuguinea | 3   | 2 | 1 | 0 | 011:200 | +9    | 07     |
| 2.  | Samoa           | 3   | 2 | 0 | 1 | 007:300 | +4    | 06     |
| 3.  | Tahiti          | 3   | 0 | 2 | 1 | 003:500 | −2    | 02     |
| 4.  | Cookinseln      | 3   | 0 | 1 | 2 | 001:120 | −11   | 01     |

|                                                             |   |                 |           |
| Fr., 4. Juli 2025 um 12:00 Uhr* (2:00 Uhr MESZ) in Lautoka  |   |                 |           |
| Tahiti                                                      | – | Cookinseln      | 1:1 (0:1) |
| Fr., 4. Juli 2025 um 15:00 Uhr* (5:00 Uhr MESZ) in Lautoka  |   |                 |           |
| Papua-Neuguinea                                             | – | Samoa           | 2:1 (2:0) |
| Mo., 7. Juli 2025 um 12:00 Uhr* (2:00 Uhr MESZ) in Lautoka  |   |                 |           |
| Cookinseln                                                  | – | Samoa           | 0:3 (0:2) |
| Mo., 7. Juli 2025 um 15:00 Uhr* (5:00 Uhr MESZ) in Lautoka  |   |                 |           |
| Papua-Neuguinea                                             | – | Tahiti          | 1:1 (0:1) |
| Do., 10. Juli 2025 um 12:00 Uhr* (2:00 Uhr MESZ) in Lautoka |   |                 |           |
| Samoa                                                       | – | Tahiti          | 3:1 (2:1) |
| Do., 10. Juli 2025 um 15:00 Uhr* (5:00 Uhr MESZ) in Lautoka |   |                 |           |
| Cookinseln                                                  | – | Papua-Neuguinea | 0:8 (0:6) |

*: alle Anstoßzeiten in Ortszeit

### Gruppe B
| Pl. | Land      | Sp. | S | U | N | Tore    | Diff. | Punkte |
| --- | --------- | --- | - | - | - | ------- | ----- | ------ |
| 1.  | Salomonen | 3   | 2 | 0 | 1 | 009:400 | +5    | 06     |
| 2.  | Fidschi   | 3   | 2 | 0 | 1 | 006:300 | +3    | 06     |
| 3.  | Vanuatu   | 3   | 2 | 0 | 1 | 005:200 | +3    | 06     |
| 4.  | Tonga     | 3   | 0 | 0 | 3 | 000:110 | −11   | 0      |

|                                                          |   |           |           |
| Sa., 5. Juli 2025 um 16:00 Uhr* (6:00 Uhr MESZ) in Suva  |   |           |           |
| Tonga                                                    | – | Vanuatu   | 0:3 (0:2) |
| Sa., 5. Juli 2025 um 19:00 Uhr* (9:00 Uhr MESZ) in Suva  |   |           |           |
| Fidschi                                                  | – | Salomonen | 3:2 (1:2) |
| Di., 8. Juli 2025 um 16:00 Uhr* (6:00 Uhr MESZ) in Suva  |   |           |           |
| Vanuatu                                                  | – | Salomonen | 1:2 (0:1) |
| Di., 8. Juli 2025 um 19:00 Uhr* (9:00 Uhr MESZ) in Suva  |   |           |           |
| Fidschi                                                  | – | Tonga     | 3:0 (1:0) |
| Fr., 11. Juli 2025 um 16:00 Uhr* (6:00 Uhr MESZ) in Suva |   |           |           |
| Salomonen                                                | – | Tonga     | 5:0 (3:0) |
| Fr., 11. Juli 2025 um 19:00 Uhr* (9:00 Uhr MESZ) in Suva |   |           |           |
| Vanuatu                                                  | – | Fidschi   | 1:0 (0:0) |

*: alle Anstoßzeiten in Ortszeit

## Finalrunde

### Spiel um Platz 7
|                                                          |   |       |           |
| Mo., 14. Juli 2025 um 15:30 Uhr* (5:30 Uhr MESZ) in Suva |   |       |           |
| Cookinseln                                               | – | Tonga | 0:1 (0:0) |

* alle Anstoßzeiten in Ortszeit

### Spiel um Platz 5
|                                                          |   |         |           |
| Mo., 14. Juli 2025 um 19:00 Uhr* (9:00 Uhr MESZ) in Suva |   |         |           |
| Tahiti                                                   | – | Vanuatu | 0:1 (0:1) |

*: alle Anstoßzeiten in Ortszeit

### Halbfinale
|                                                          |   |         |           |
| Mi., 16. Juli 2025 um 15:00 Uhr* (5:00 Uhr MESZ) in Suva |   |         |           |
| Papua-Neuguinea                                          | – | Fidschi | 2:1 (2:1) |
| Mi., 16. Juli 2025 um 19:00 Uhr* (9:00 Uhr MESZ) in Suva |   |         |           |
| Salomonen                                                | – | Samoa   | 2:1 (2:1) |

* alle Anstoßzeiten in Ortszeit

### Spiel um Platz 3
|                                                          |   |       |           |
| Sa., 19. Juli 2025 um 15:30 Uhr* (5:30 Uhr MESZ) in Suva |   |       |           |
| Fidschi                                                  | – | Samoa | 0:2 (0:2) |

* alle Anstoßzeiten in Ortszeit

### Finale
| Papua-Neuguinea                                                                     | Papua-Neuguinea | Salomonen | Salomonen |
| ----------------------------------------------------------------------------------- | --- | --- | --------- |
| Papua-Neuguinea                                                                     | \| Finale \| \| Sa., 19. Juli 2025 um 19:00 Uhr Ortszeit (9:00 Uhr MESZ) in Suva (HFC Bank Stadium) \| \| Ergebnis: 2:3 n. V. (2:2, 1:2) \| \| Zuschauer: 1.150 \| \| Schiedsrichter: Sarah Jones ( Neuseeland) \| \| Spielbericht \| | \| Finale \| \| Sa., 19. Juli 2025 um 19:00 Uhr Ortszeit (9:00 Uhr MESZ) in Suva (HFC Bank Stadium) \| \| Ergebnis: 2:3 n. V. (2:2, 1:2) \| \| Zuschauer: 1.150 \| \| Schiedsrichter: Sarah Jones ( Neuseeland) \| \| Spielbericht \|                        | Salomonen |
| Papua-Neuguinea                                                                     | Lavina Hola – Merolyne Sali, Serah Waida (57. Grace Batiy), Ramona Padio, Shalom Waida – Olivia Upaupa, Michaelyne Butubu, Phylis Pala, Marie Kaipu, Mavis Singara – Keren Kalapai (88. Calista Maneo) Cheftrainer: Eric Komeng       | Zainah Donga – Jacklyn Ikama, Mesalyn Saepio, Alisha Donga, Naelyn Metake (80. Bridget Alele) – Edith Nari, Almah Gogoni (116. Claudia Votu), Sandy Aniholland – Madeline Arukau, Lorina Solosaia (90.+9' Jemina David), Ileen Pegi Cheftrainer: Moses Toata | Salomonen |
| Papua-Neuguinea                                                                     | 1:1 Padio (42.) 2:2 Padio (65.) | 0:1 Solosaia (18.) 1:2 Arukau (45.+3') 2:3 David (94.) | Salomonen |
| Papua-Neuguinea                                                                     | Kaipu (90.+2'), Baity (90.+4') | Gogoni (7.), Nari (36.) | Salomonen |
| Papua-Neuguinea                                                                     | Sali (44.) | | Salomonen |
| Finale                                                                              | | |           |
| Sa., 19. Juli 2025 um 19:00 Uhr Ortszeit (9:00 Uhr MESZ) in Suva (HFC Bank Stadium) | | |           |
| Ergebnis: 2:3 n. V. (2:2, 1:2)                                                      | | |           |
| Zuschauer: 1.150                                                                    | | |           |
| Schiedsrichter: Sarah Jones ( Neuseeland)                                           | | |           |
| Spielbericht                                                                        | | |           |

- Schiedsrichtergespann  Allys Clipsham und  Courteney Bremner (Schiedsrichterassistentinnen),  Kyllian Lelarge (Vierter Offizieller),  Heloise Simons (Fünfte Offizielle)

## Beste Torschützinnen
| Rang | Spielerin       | Tor(e) |
| ---- | --------------- | ------ |
| 1    | Marie Keipu     | 5      |
|      | Leimata Simon   | 5      |
| 3    | Madeline Arukau | 4      |
|      | Ileen Pegi      | 4      |
|      | Ramona Padio    | 4      |
| 6    | Cema Nassau     | 3      |
|      | Keren Kalapai   | 3      |
|      | Lorina Solosaia | 3      |
|      | 5 Spielerinnen  | 2      |
|      | 14 Spielerinnen | 1      |

Hinzu kommen zwei Eigentore durch  Ana Lauteau gegen Fidschi und  Breanna Kitiona gegen die Salomonen.